# Pierre Soulages

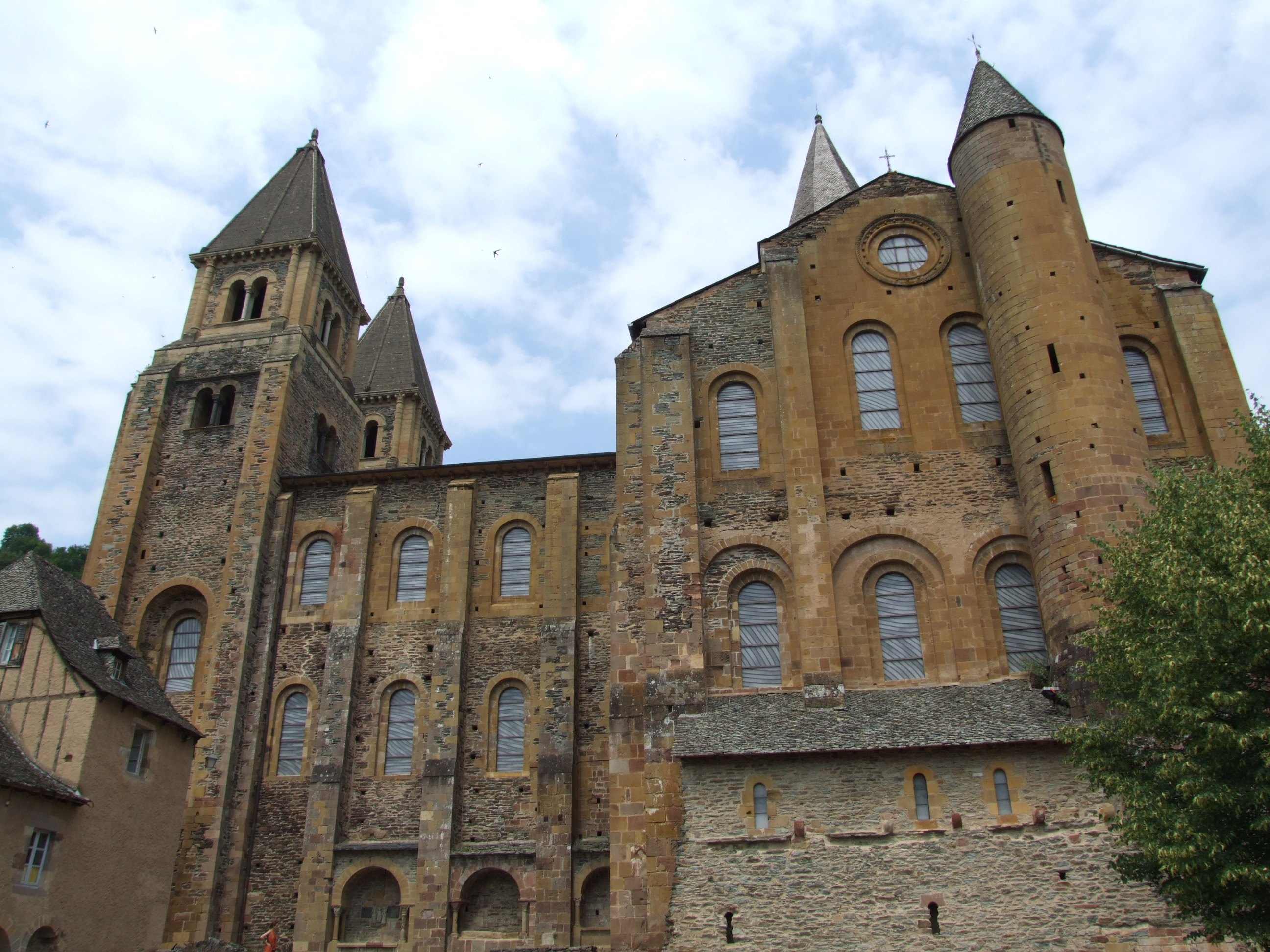
Witraże w opactwie w Conques, które Soulages zaprojektował i wykonał na zaproszenie francuskiego ministra kultury.

Pierre Soulages (ur. 24 grudnia 1919 w Rodez, zm. 25 października 2022 w Nîmes) – francuski malarz i grafik; abstrakcjonista.

## Życiorys
Syn budowniczego powozów. Ojca stracił w wieku lat pięciu. Próbował studiować na Ecole nationale superieure des beaux arts w Paryżu. W 1939 zamiast studiom, poświęcił się oglądaniu wystaw, poznając dzieła Picassa i Paula Cézanne´a. W tym samym roku jednak opuścił stolicę, by udać się na południe Francji do Montpellier i studiować w tamtejszej Ecole-des-beaux-arts. Tam poznał Colette, z którą ożenił się w 1942.
II wojnę światową przeżył Soulages na sfałszowanych dokumentach jako pracownik winnicy w okolicach Montpellier. Uniknął w ten sposób przymusowej służby w ramach Arbeitsdienst. W tym czasie poznał pisarza Josepha Delteila, który z kolei poznał go z Sonią Delaunay.
Po wojnie w 1946 powrócił do Paryża, gdzie zajął się wyłącznie malarstwem. Jego twórczość uważana jest za przeciwwagę dla amerykańskich ekspresjonistów abstrakcyjnych takich jak: Franz Kline i Jackson Pollock. W roku 1948 został odkryty przez Hansa Hartunga i Francisa Picabię. Od 1949 do 1952 Soulages pracował jako scenograf dla Théâtre de l’Athénée w Paryżu.
Artysta mieszkał wraz z żoną Colette w Paryżu oraz w Sète na południu Francji.

## Twórczość
Obok Hansa Hartunga główny przedstawiciel nieprzedstawiającego francuskiego malarstwa współczesnego – abstrakcji. Typowe dla niego kompozycje to szerokie belkokształtne czarne formy na jasnym tle, przypominające kaligrafię. Od 1979 jego obrazy są monochromatycznie czarne.
Soulages był uczestnikiem Documenta I (1955), Documenta II (1959), Documenta III w 1964 w Kassel.

## Nagrody
- 1975: Wielka nagroda miasta Paryża za malarstwo
- 1976: Nagroda Rembrandta, Niemcy
- 1979: Foreign Honorary Member Amerykańskiej Akademii Sztuki
- 1986: Grand prix national de peinture, Francja
- 1994: Praemium Imperiale w kategorii malarstwa, Japonia
- 2006: Austriackie Odznaczenie Honorowe Nauki i Sztuki
- 2020: Złote Promienie z Rozetą Orderu Wschodzącego Słońca (Japonia, 2020)[5]